# تپه گیلدیرتپه
تپه گیلدیر تپه مربوط به سده‌های اولیه دوران‌های تاریخی پس از اسلام است و در شهرستان بوئین‌زهرا، روستای آراسنج قدیم واقع شده و این اثر در تاریخ ۱۲ بهمن ۱۳۸۱ با شمارهٔ ثبت ۷۳۰۳ به‌عنوان یکی از آثار ملی ایران به ثبت رسیده است.